# Zeigerbach
Der Zeigerbach ist ein ganzjähriges Fließgewässer in den Brandenberger Alpen in Tirol.
Er entsteht etwas östlich des Rossstands, fließt südlich bis zum Köglboden und mündet anschließend von rechts in den Ampelsbach, einen Zufluss der den Achensee mit der Isar verbindenden Seeache.